# Swamp Thing
Swamp Thing (Träskmannen) är en seriefigur skapad av Len Wein och Berni Wrightson 1971. Figuren har förekommit på film i Träskmannen (Swamp Thing, 1982) och The Return of Swamp Thing (1989) och i TV-serierna Swamp Thing: The Series (1990-1993) och Swamp Thing (1991).
Serien har publicerats på svenska i Serietidningen, Toppserien, Gigant och Inferno.